# PAPI
Performance Application Programming Interface (PAPI, Прикладной программный интерфейс для анализа производительности) — переносимый интерфейс, реализованный в виде библиотеки, для доступа к счетчикам аппаратной производительности на различных современных микропроцессорах. Он широко применяется для сбора низкоуровневых метрик производительности (например, счетчики инструкций, количество циклов на инструкцию, промахи кэшей) в компьютерных системах, работающих под операционными системами семейства UNIX или Linux. Библиотека PAPI доступна к использованию из программ на языках Си, C++, Fortran, Java, Matlab.

## Описание
PAPI обеспечивает предопределенные высокоуровневые аппаратные события для наиболее распространенных процессоров и прямой доступ к низкоуровневым естественным событиям множества процессоров. Также поддерживаются мультиплексирование наборов счетчиков и управление переполнением счетчиков для получения периодического сигнала (sampling). Например, библиотека может использоваться для подсчета количества операций над числами с плавающей запятой.

## Использование
На базе PAPI реализовано несколько программных систем для изучения производительности программ, в частности:
- TAU (University of Oregon)
- SvPablo (University of Illinois at Urbana–Champaign)
- HPCToolkit (Rice University)
- psrun (NCSA, University of Illinois at Urbana–Champaign)
- Titanium (University of California, Berkeley)
- SCALEA (University Innsbruck)
- KOJAK (University of Tennessee)
- Cone (University of Tennessee)
- IBM HPMtoolkit
- CUBE (University of Tennessee)
- ParaVer (European Center for Parallelism of Barcelona)
- VAMPIR (Pallas)
- DynaProf (University of Tennessee)

## Поддержка процессоров
В PAPI реализована поддержка событий множества процессоров, в том числе:
- AMD: Athlon, Opteron и другие
- Cray T3E, X1
- HP Alpha
- IBM POWER: POWER3, POWER4 и другие
- Intel: Pentium Pro, Pentium II, Pentium III, Pentium 4; Itanium 1, Itanium 2 и другие
- MIPS: R10K, R12K, R14K
- Sun UltraSparc I, II, III

## Поддержка со стороны операционных систем
Операционная система должна поддерживать доступ к аппаратным счетчикам, что необходимо для использования PAPI. Например, ядро Linux/x86 может предоставлять доступ к счетчикам при помощи патча драйвера аппаратного мониторинга (perfctr), через драйвер доступа к MSR регистрам (на процессорах семейства x86) или через подсистему perf_events, чтобы появилась поддержка PAPI.
В современных ядрах Linux добавлен упрощенный интерфейс perf_events для сходных целей.